# Xanthosoma auriculatum
Xanthosoma auriculatum är en kallaväxtart som beskrevs av Eduard August von Regel. Xanthosoma auriculatum ingår i släktet Xanthosoma och familjen kallaväxter. Inga underarter finns listade.